# 東京中城

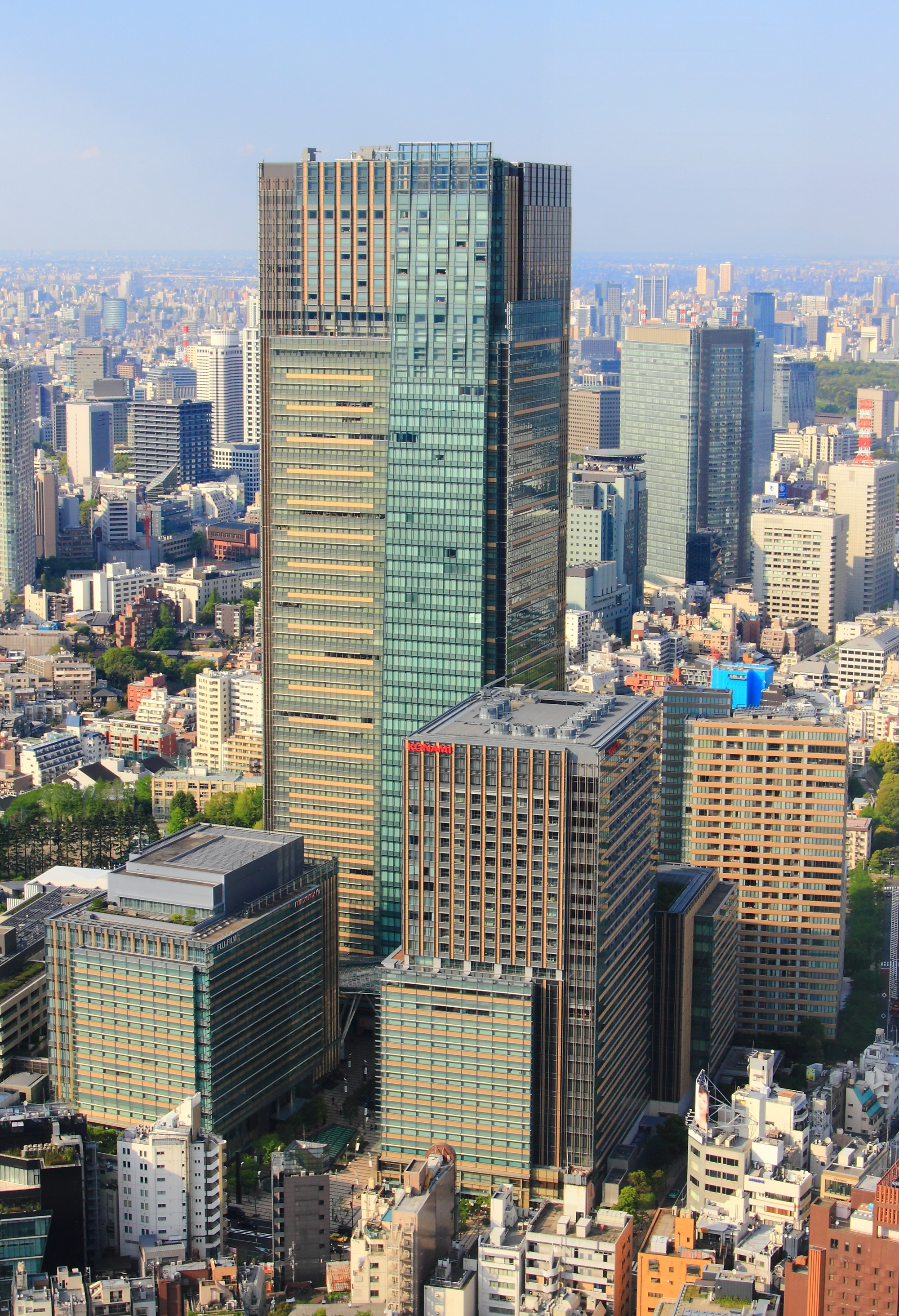
東京中城全景

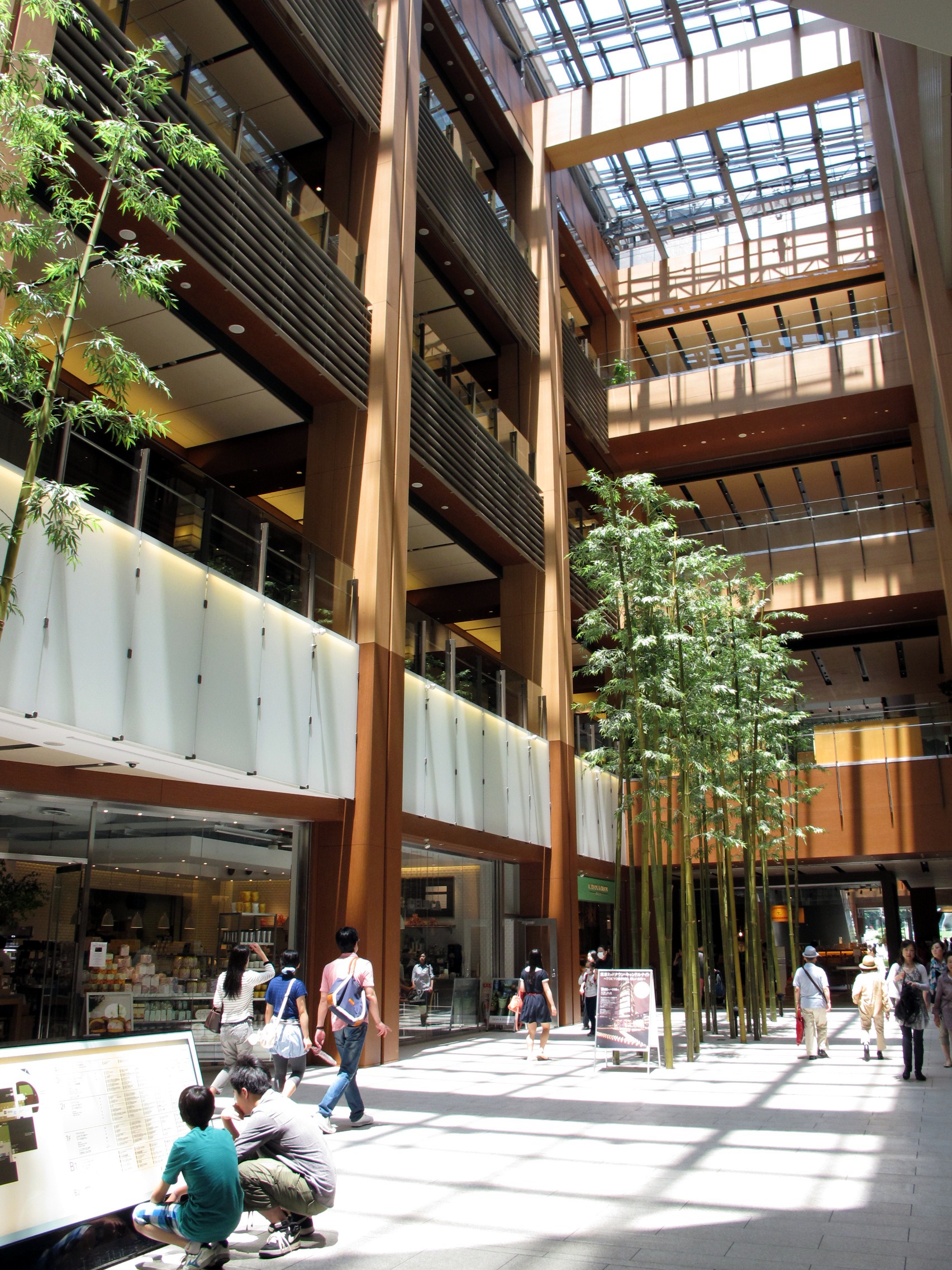
東京中城商場 Galleria

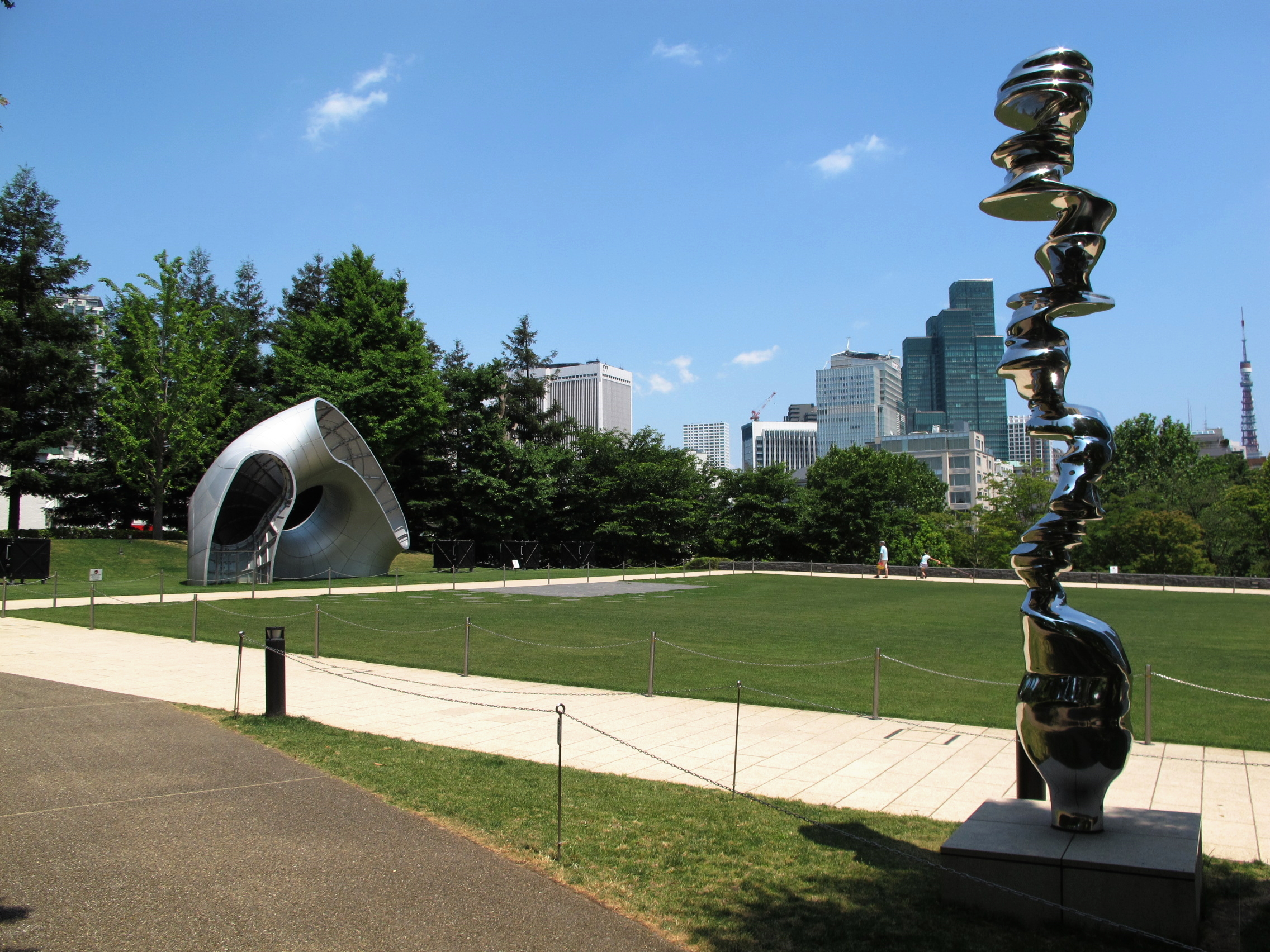
中城花園內的草坪

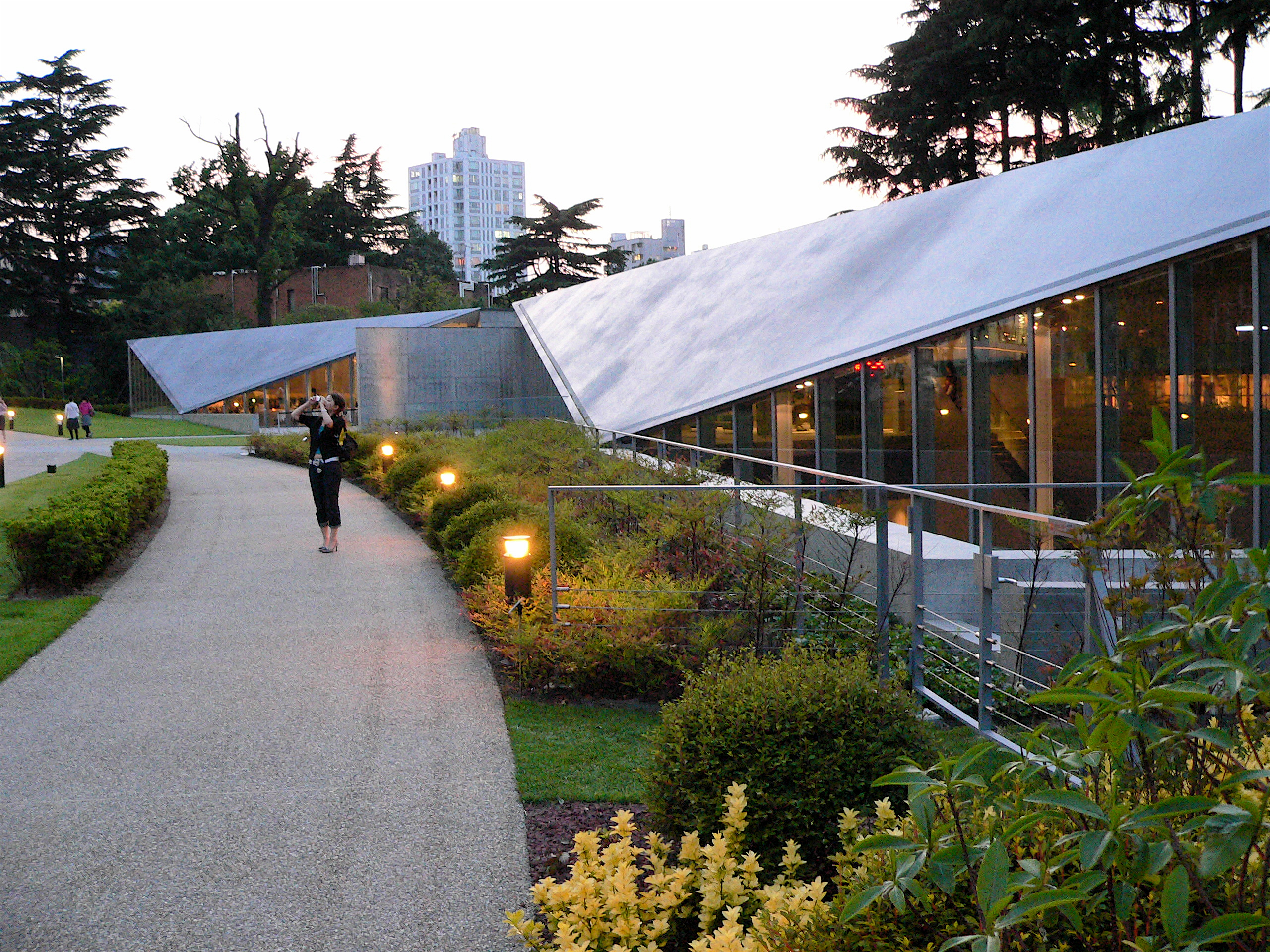
由安藤忠雄設計的21_21 Design Sight美術館

東京中城（日语：／ tōkyō middotaun */?）是位於日本東京都港區的複合商業設施，坐落於六本木的防衛廳檜町地區原址以及赤坂九丁目，於2007年3月落成。其由三井不動產主導開發，為2000年代以來日本各都市再開發計畫中規模最大者。

## 历史
整項計劃的地標建築「中城大廈」（Midtown Tower）是一座地下5層、地上54層的摩天大樓，高度為248公尺，超越了六本木新城森大廈（森タワー）和東京都廳舍成為東京都內最高的建築物。和前兩座建築物不同的是，中城大廈沒有設立展望台。大廈最頂端的54樓是機械室和管理、維護空間，一般的訪客無法進入。
東京中城內設有飯店、住宅、辦公室、商場、美術館、診所及公園等多種設施。主要的設施是位於中城大廈高層（45～53樓）的飯店「東京麗思卡爾頓酒店」（The Ritz-Carlton Tokyo）和從赤坂搬遷進來的三得利美術館。
許多企業都將總部遷往東京中城，包括雅虎日本、富士胶片、富士全錄、迅銷（Fast Retailing Co.）、思科系統 等。此外知名電子遊戲公司科樂美（KONAMI）也將分散在東京各處的據點集中遷往東京中城，並在地下一樓設立直營門市。

## 設施基本資料
- 地區計劃面積：約102,000m2
- 計劃對象地區面積：約78,400m2
- 總建設面積：約569,000m2
- 設計：SOM、日建設計、隈研吾、安藤忠雄等
- 施工建造：竹中工務店（A、C、D、G、H棟）、大成建設（B、E、F棟）

### 各設施面積
- 辦公室：約330,000m2
- 住宅：約111,000m2（約530間）
- 飯店：約48,000m2（約250間）
- 商業空間：約57,000m2  - 樓高3層，地庫一層，為4層購物區
- 其他：23,000m2

## 交通方式

### 鐵路
- 六本木站
  -  東京地下鐵日比谷線－車站編號 H-04（4a號出口）
  -  都營地下鐵大江戶線－車站編號 E-23（8號出口）
- 六本木一丁目站
  -  東京地下鐵南北線－車站編號 N-05（1號出口）
- 乃木坂站
  -  東京地下鐵千代田線－車站編號 C-05（3號出口）

### 巴士
- 都營巴士都01：澀谷站～東京新城（循環）路線在「東京中城」（東京ミッドタウン）站下車。
- 東京空港交通 成田空港～赤坂方向在「東京麗嘉酒店」站下車。

### 一般道路
- 沿著外苑東通直走，位在極為接近六本木通之處。

## 外部連結
- 官方网站 （日語）（英文）（简体中文）（繁體中文）
- 三井不動產的計劃—東京中城（三井不動産）（日語）